# Antonio Peregrino Benelli
Antonio Peregrino Benelli, noto anche come Antonio Peregrino (Forlì, 1771 – Börnichen/Erzgeb., 1830), è stato un compositore e tenore italiano.

## Biografia
Studiò dapprima nella scuola di canto della cappella Cattedrale di Forlì; poi si ritiene che li abbia proseguiti a Bologna con Stanislao Mattei.
La sua prima apparizione pubblica come tenore fu, comunque, a Forlì nel 1787, quando cantò nelle opere L'Albergatore vivace e Il Convito, attribuite ad Andrea Favi. Sempre nel 1787, si esibì anche al Teatro Rangoni di Modena in opere di Luigi Caruso, Domenico Cimarosa, Antonio Salieri e Giuseppe Sarti. Nel 1789 al Teatro Nuovo di Forlì cantò ne Il capriccio drammatico di Niccolò Valenti e ne Il convitato di pietra ossia il Don Giovanni di Giuseppe Gazzaniga come protagonista.
In seguito fu a Napoli, al Teatro Nuovo (1790-1791) e al Teatro dei Fiorentini (1791-1798). Anche in questi anni non cessò di studiare, seguito da Nicola Sala.
Maestro di canto a Londra, Dresda e Berlino, fu compositore di musica sacra e profana.

## Opere
- Partenope: Dramma di un atto per musica, Napoli (1798)
- 4 notturni à 4 voci, Verlag Breitkopf & Härtel, Lipsia (1815)
- Regole per il Canto figurato: o siano precetti ragionati per apprendere i principj di Musica ..., Arnoldische Verlagsbuchhandlung, Dresda (1819)